# Without Your Love (utwór muzyczny André’a)
Without Your Love – utwór ormiańskiego wokalisty André'a, wydany w formie singla w 2006 i umieszczony na trzecim albumie studyjnym artysty pt. 1000x. Piosenkę napisali Armen Martirosyan, Ara Torosjan i Catherine Bekian
W styczniu 2006 nadawca ARMTV ogłosił, że André został wybrany na pierwszego w historii reprezentanta Armenii w Konkursie Piosenki Eurowizji. Jego konkursową propozycją został utwór „Without Your Love” (roboczo „Stay with Me”), wyselekcjonowany spośród zgłoszeń nadesłanych do nadawcy. Jak stwierdziła Diana Mnatsakanjan z ARMTV, na wybór piosenki wpływ miały elementy etniczne zawarte w ścieżce melodycznej, połączone z mieszanką nowoczesnych i krajowych brzmień. Premiera singla oraz teledysku odbyła się 17 marca 2006. 18 maja 2006 utwór został zaprezentowany podczas koncertu półfinałowego 51. Konkursu Piosenki Eurowizji i awansował do rozgrywanego cztery dni później finału, w którym zdobył 129 punktów, które przełożyły się na 8. miejsce.